# Discographie de The Streets
La discographie de The Streets est composée de 5 albums studio, un LP, et une compilation de morceaux.
Elle compte environ 106 morceaux différents (studio ou démos) dont 7 collaborations avec différents artistes.

## Albums

### Albums studio
| Année | Album                                  | Charts               | Charts                 | Charts               | Charts                 | Charts                 | Charts                 | Charts               | Charts              | Charts               | Charts                | Charts                     | Nombre de copies vendues |
| Année | Album                                  | Drapeau de la France | Drapeau de la Belgique | Drapeau de la Suisse | Drapeau du Royaume-Uni | Drapeau des États-Unis | Drapeau de l'Australie | Drapeau de l'Irlande | Drapeau de l'Italie | Drapeau des Pays-Bas | Drapeau de la Norvège | Drapeau de la Corée du Sud | Nombre de copies vendues |
| ----- | -------------------------------------- | -------------------- | ---------------------- | -------------------- | ---------------------- | ---------------------- | ---------------------- | -------------------- | ------------------- | -------------------- | --------------------- | -------------------------- | ------------------------ |
| 2002  | Original Pirate Material               | -                    | -                      | -                    | -                      | -                      | -                      | -                    | -                   | -                    | -                     | -                          | 1 million                |
| 2004  | A Grand Don't Come for Free            | -                    | -                      | -                    | -                      | -                      | -                      | -                    | -                   | -                    | -                     | -                          | 3 millions               |
| 2006  | The Hardest Way To Make an Easy Living | -                    | -                      | -                    | -                      | -                      | -                      | -                    | -                   | -                    | -                     | -                          | 600 000                  |
| 2008  | Everything Is Borrowed                 | -                    | -                      | -                    | -                      | -                      | -                      | -                    | -                   | -                    | -                     | -                          | 180 000                  |
| 2011  | Computer and Blues                     | -                    | -                      | -                    | -                      | -                      | -                      | -                    | -                   | -                    | -                     | -                          | non communiqué           |

## Autres albums
| 2003 | All Got Our Runnins | EP                    | - | - | - | - | - | - | - | - | - | - | - |
| 2011 | Cyberspace and Reds | Compilation, mixtapes | - | - | - | - | - | - | - | - | - | - | - |

## Singles
| Année | Single                    | Meilleure position dans les charts | Meilleure position dans les charts | Meilleure position dans les charts | Meilleure position dans les charts | Meilleure position dans les charts | Meilleure position dans les charts | Meilleure position dans les charts | Meilleure position dans les charts | Meilleure position dans les charts | Meilleure position dans les charts | Meilleure position dans les charts | Meilleure position dans les charts | Meilleure position dans les charts | Meilleure position dans les charts | Meilleure position dans les charts | Meilleure position dans les charts | Album                                  |
| Année | Single                    | R-U                                | AUS                                | DAN                                | FIN                                | FRA                                | IRL                                | ITA                                | P-B                                | NOR                                | SUI                                | SUE                                | USA                                | US Alt.                            | CAN                                | NZ                                 | EU                                 | Album                                  |
| ----- | ------------------------- | ---------------------------------- | ---------------------------------- | ---------------------------------- | ---------------------------------- | ---------------------------------- | ---------------------------------- | ---------------------------------- | ---------------------------------- | ---------------------------------- | ---------------------------------- | ---------------------------------- | ---------------------------------- | ---------------------------------- | ---------------------------------- | ---------------------------------- | ---------------------------------- | -------------------------------------- |
| 2001  | Has It Come to This?      | —                                  | —                                  | —                                  | —                                  | —                                  | —                                  | —                                  | —                                  | —                                  | —                                  | —                                  | —                                  | —                                  | —                                  | —                                  | —                                  | Original Pirate Material               |
| 2002  | Let's Push Things Forward | —                                  | —                                  | —                                  | —                                  | —                                  | —                                  | —                                  | —                                  | —                                  | —                                  | —                                  | —                                  | —                                  | —                                  | —                                  | —                                  | Original Pirate Material               |
| 2002  | Weak Become Heroes        | —                                  | —                                  | —                                  | —                                  | —                                  | —                                  | —                                  | —                                  | —                                  | —                                  | —                                  | —                                  | —                                  | —                                  | —                                  | —                                  | Original Pirate Material               |
| 2002  | Don't Mug Yourself        | —                                  | —                                  | —                                  | —                                  | —                                  | —                                  | —                                  | —                                  | —                                  | —                                  | —                                  | —                                  | —                                  | —                                  | —                                  | —                                  | Original Pirate Material               |
| 2004  | Fit But You Know It       | —                                  | —                                  | —                                  | —                                  | —                                  | —                                  | —                                  | —                                  | —                                  | —                                  | —                                  | —                                  | —                                  | —                                  | —                                  | —                                  | A Grand Don't Come For Free            |
| 2004  | Dry Your Eyes             | —                                  | —                                  | —                                  | —                                  | —                                  | —                                  | —                                  | —                                  | —                                  | —                                  | —                                  | —                                  | —                                  | —                                  | —                                  | —                                  | A Grand Don't Come For Free            |
| 2004  | Blinded By the Lights     | —                                  | —                                  | —                                  | —                                  | —                                  | —                                  | —                                  | —                                  | —                                  | —                                  | —                                  | —                                  | —                                  | —                                  | —                                  | —                                  | A Grand Don't Come For Free            |
| 2004  | Could Well Be In          | —                                  | —                                  | —                                  | —                                  | —                                  | —                                  | —                                  | —                                  | —                                  | —                                  | —                                  | —                                  | —                                  | —                                  | —                                  | —                                  | A Grand Don't Come For Free            |
| 2006  | When You Wasn't Famous    | -                                  | —                                  | —                                  | —                                  | —                                  | —                                  | —                                  | —                                  | —                                  | —                                  | —                                  | —                                  | -                                  | —                                  | —                                  | —                                  | The Hardest Way to Make an Easy Living |
| 2006  | Never Went to Church      | -                                  | —                                  | —                                  | —                                  | —                                  | —                                  | —                                  | —                                  | —                                  | —                                  | —                                  | —                                  | -                                  | —                                  | —                                  | —                                  | The Hardest Way to Make an Easy Living |
| 2006  | Prangin' Out              | -                                  | —                                  | —                                  | —                                  | —                                  | —                                  | —                                  | —                                  | —                                  | —                                  | —                                  | —                                  | -                                  | —                                  | —                                  | —                                  | The Hardest Way to Make an Easy Living |
| 2008  | The Escapist              | -                                  | —                                  | —                                  | —                                  | —                                  | —                                  | —                                  | —                                  | —                                  | —                                  | —                                  | —                                  | -                                  | —                                  | —                                  | —                                  | Everything Is Borrowed                 |
| 2008  | Everything Is Borrowed    | -                                  | —                                  | —                                  | —                                  | —                                  | —                                  | —                                  | —                                  | —                                  | —                                  | —                                  | —                                  | -                                  | —                                  | —                                  | —                                  | Everything Is Borrowed                 |
| 2008  | Heaven For the Weather    | -                                  | —                                  | —                                  | —                                  | —                                  | —                                  | —                                  | —                                  | —                                  | —                                  | —                                  | —                                  | -                                  | —                                  | —                                  | —                                  | Everything Is Borrowed                 |
| 2011  | Going Through Hell        | —                                  | —                                  | —                                  | —                                  | —                                  | —                                  | —                                  | —                                  | —                                  | —                                  | —                                  | —                                  | —                                  | —                                  | —                                  | —                                  | Computer and Blues                     |

## Faces B
- "Streets Score": face B de "Has It Come to This?" en 2001.
- "All Got Our Runnins": face B de "Let's Push Things Forward" en 2002.
- "Don't Mug Yourself": face B de "Let's Push Things Forward" en 2002.
- "Same Old Thing": face B de "Weak Become Heroes" en 2002.
- "Soaked By The Ale": face B de "Fit But You Know It" en 2004.
- "Deluded in My Mind": face B de "Prangin' Out" en 2006.
- "Dreams": face B de "Prangin' Out" en 2006.

## Autres morceaux (hors albums studio)

### Années 2000
- Soaked By The Ale (2004)
- Deluded in My Mind (2006)
- Dreams (2006)
- I Love My Phone (2009)
- David Hassles (2009)
- Long Working Day (2009)
- See If They Salute (2009)
- Skills On Toast (2009)
- Lovelight Of My Life (2009)
- Infamy (2009)
- Where My Heart Has Been (2009)
- In The Middle (2009)
- He's Behind You, He's Got Swine Flu (2009)

## Collaborations
Mike Skinner apparaît sur plusieurs morceaux d'autres artistes comme Professor Green ou prête sa voix pour des morceaux instrumentaux comme pour Muse. 
Voici la liste de ses collaborations:
| Année | Titre                  | Artiste               |
| ----- | ---------------------- | --------------------- |
| 2005  | Nite Nite              | Kano                  |
| 2007  | Excuse My Brother      | The Mitchell Brothers |
| 2007  | Routine Check          | The Mitchell Brothers |
| 2007  | She's Got It All Wrong | The Mitchell Brothers |
| 2008  | Who Knows Who          | Muse                  |
| 2009  | Slow Songs             | Giggs                 |
| 2010  | Crying Game            | Professor Green       |

## Remixs
| Année | Titre     | Artiste    |
| ----- | --------- | ---------- |
| 2002  | So Rotton | Blak Twang |
| 2003  | Thrilla   | Cassius    |
| 2005  | Banquet   | Bloc Party |
| 2011  | Revolving | Spark      |

## Reprises
- Le groupe britannique Guillemots reprend le single Never Went to Church en tant que face B du single portant le même nom.

## Films
Certains titres de The Streets ont été repris dans des bandes originales de films :
- Kidulthood: "Stay Positive"
- Tout ce qui brille: 
  - Fit But You Know It
  - Turn The Page
  - On The Flip Of A Coin
  - Blinded By The Lights